# First Night
『First Night』は、アメリカ合衆国のIDW社が発行したコミック。『Angel:After the Fall』の第6章から第9章で、ロサンゼルスが地獄に移転した最初の夜を描いている。

## エピソード
ストーリーは各登場人物を主人公にした短編漫画になっていて、主人公らの名前が各漫画のタイトルになっている。

### スパイク
スパイクはロサンゼルスの路地で悪魔と戦闘中、突如ビルの屋上にテレポートされる。そして歩道に倒れているフレッドを発見する。フレッドは次第にイリリアとなり、市民らを襲う巨大蜘蛛を退治する。

### コナー
コナーはウルフラム&ハートの社屋から出たあと、謎の稲光を目撃する。そして幹線道路から住宅街にテレポートされてしまう。その後、巡回中のウルフラム&ハートの衛兵らに捕まってしまう。

### ケイト
ケイト・ロックリーは悪魔たちに連行されているコナーを助ける。

### ガン
ガンは路地で悪魔と戦闘中に怪我のため気を失う。そして、意識を取り戻したとき、ウルフラム&ハートの手下のバンパイアらによって、バンパイアにされてしまったことに気づく。

### ウェスリー
ウェスリーは死後、今は亡きフレッドと出会う。デートを重ねたウェスリーは屋外に出て、ロサンゼルスが地獄と化したことを知る。

### グウェン
グウェン・ライデンは浜辺でデート中、周囲が地獄絵図と化したことに気づく。そして最愛の男性を失ってしまう。

### ベタ
ベタのジョージは事件当日、テーマパークから連れ去られる。

## 登場人物
スパイク
バンパイア。
イリリア
スパイクの友人。
グウェン・ライデン
ロサンゼルス市民。デート中に事件に巻き込まれる。
ケイト・ロックリー
ロサンゼルス市警察の刑事。
チャールズ・ガン
エンジェルの部下。
ウェスリー・ウィンダム＝プライス
エンジェルの部下。故人。
ウィニフレッド・バークル
愛称フレッド。ウェスリーの恋人だった女性。イリリアとは同じ体を共有している。
ジョージ
水族館の人気者。後にテレパスとなる。